# 夕映えに明日は消えた
『夕映えに明日は消えた』（ゆうばえにあしたはきえた）は、1973年（昭和48年）に東京映画で製作された時代劇映画。同じく中村敦夫主演のテレビ時代劇『木枯し紋次郎』のイメージを踏襲した時代劇で中村の映画初主演作品。東宝系正月映画として製作され、大々的に宣伝もされていたが、何かの事情により公開が見送られた(見送られた理由については不明)。しかし1970年代後半、京都、高知などの映画館で上映されたという記録はある。東宝によると2023年の時点でDVD化の予定は無いとしている。中村によれば「これまでにファンたちによる何度かの上映運動があった。フィルムは現存しているようだが。もう見ることはかなわないのだろう。」と話していた。

## あらすじ
弘化元年8月。渡世人の佐吉は、水飢饉にあえぐ村で、雨乞いのための人柱として捕えられてしまう。見張り役・小夜を騙した佐吉は囚われていた絵馬堂から脱出するが、途中仙太郎達四兄弟と出会い、小夜が自分の身代わりに人柱にされると聞き、小夜の元へ戻る。一方、かつて父親を人柱にされ殺された仙太郎たちは、復讐のため村を襲撃する。組頭の娘・静を差し出すよう要求する仙太郎。用心棒に雇い入れた浪人たちも殺され、どうすることも出来ない組頭らは、旅の傀儡師から佐吉が百姓の味方で、風鈴の佐吉と呼ばれていた無宿人だったことを知り、佐吉に仙太郎兄弟討伐を依頼する。仙太郎は、父親をかばってくれた唯一の村人の孫である小夜を連れて村を出るのであれば、罪のない村人には手を出さないと約束し、佐吉はそれを承知する。一方、村を救うために単身乗り込んだ静は、兄弟たちに輪姦され狂ってしまう。しかし、仙太郎たちは約束を破り、村に火を放つ。かつて火の中で妻を殺された佐吉は、火に過剰なまでの反応を示し、小夜の制止も聞かず村へと向かう。地獄絵図と化した村で佐吉と、仙太郎一味との壮絶な戦いが繰り広げられる。兄弟たちを次々倒した佐吉は、短銃で武装した仙太郎に刀で立ち向かう。銃弾を全身に受けながらも、佐吉は仙太郎の胸を刀で貫く。相討ちになった2人をよそに踊り狂う村人たち。雨の中、佐吉の墓を立てた小夜が静の嫁入り行列を見送る。卒塔婆に書かれた「さきち」の文字は雨で流れ消えていく。

## キャスト
- 風鈴の佐吉：中村敦夫
- お小夜：テレサ野田
- 稲妻の仙太郎：原田芳雄
  - その弟 鬼：阿藤海
  - 同 般若：岸田森
- 組頭 九兵衛：内田朝雄
  - その妻 お辰：三戸部スエ
  - 娘 お静：小野ひずる
- お辰の弟：大辻しろ
- 傀儡師 玉太郎：久野四郎
- 浪人 赤塚虎之助：草野大悟
- 同 酒井彦十郎：北見治一
- 同 権藤左近：松崎真
- 百姓 岩松：朝比奈尚行
- 同 藤吉：富川澈夫
- 同 お時：谷口香

## スタッフ
- 監督：西村潔
- 製作：奥田喜久丸
- 製作補：難波誠一
- 脚本：笹沢左保、ジェームス三木
- 撮影：市原康至
- 美術：育野重一
- 録音：矢野口文雄
- 照明：金子光男
- 音楽：佐藤允彦
- 主題歌・作詞・歌：中村敦夫（ビクターレコード） 指笛：田村大三（ビクターレコード）